# Катюжанський дуб
Катюжа́нський дуб — ботанічна пам'ятка природи місцевого значення в Україні. Розташована на території Димерської селищної громади Вишгородського району Київської області, на схід від села Катюжанка (хутір Катюжанский, між трасою на Димер і буд. 5 по вул. Хутірській).
Площа — 0,01 га. Статус присвоєно згідно з рішенням облради від 25.07.2019 № 600-29-VII. Перебуває у віданні ДП «Димерське лісове господарство».
Статус присвоєно для збереження дуба віком понад 400 років. Дерево має в охопленні 5,10 м, висота 35 м; є дупла.